# ヒンデン・ウォルチ
ヒンデン・ウォルチ（Hynden Walch、1971年2月1日 -）は、アメリカ合衆国の女優、声優。アイオワ州ダーベンポート出身。ノースカロライナ芸術学校 を経てカリフォルニア大学ロサンゼルス校を首席で卒業。

## ノミネート歴
- ジョセフ・ジェファーソン賞
  - 1992年：助演女優賞候補『The School of Wives』
  - 1994年：主演女優賞候補『The Rise and Fall of Little Voice』

## 出演作品

### テレビアニメ
1999年
- ラグラッツ（フレディ）

2001年
- スタンリー（エルシー）

2002年
- スタティックショック（モーリン・オコナー）
- チョーク・ゾーン（ペニー）

2003年
- Gary the Rat（少女）
- ジャスティス・リーグ（エース）
- ティーン・タイタンズ（スターファイヤー、ブラックファイヤー）

2005年
- IGPX（エイミー・ステイプルトン）
- ジャスティス・リーグ・アンリミテッド（エース）
- スーパー・ロボット・モンキー・チーム・ハイパーフォース GO!（ヴェリーナ）
- ティーン・タイタンズ（レベッカ、アージェント、マダム・ルージュ）

2006年
- アメリカン・ドラゴン（エウリュアレ）
- KND ハチャメチャ大作戦

2007年
- KND ハチャメチャ大作戦（レインボーモンキー・リーダー）
- ザ・バットマン（ハーリーン・クィンゼル/ハーレイ・クイン）
- 涼宮ハルヒの憂鬱（喜緑江美里、森園生）

2008年
- 天元突破グレンラガン（ニア・テッペリン（幼少時））
- らき☆すた（小早川ゆたか）

2009年
- The Super Hero Squad Show（ジーン・グレイ）

2010年
- アドベンチャー・タイム（プリンセス・バブルガム）
- ジェネレーター・レックス（ブリーチ）
- Scooby-Doo! Mystery Incorporated（アリス・メイ）
- バットマン:ブレイブ&ボールド（プラチナ、酸素）

2011年
- ニュー・ティーンタイタンズ（スターファイヤー、ブラックファイヤー）

2012年
- ドックはおもちゃドクター（バブルモンキー）

2013年
- ティーン・タイタンズGO!（スターファイヤー、ブラックファイヤー、スパークルフェイス）

2014年
- アベンジャーズ・アッセンブル（プリンセス・パイソン）

2015年
- 悪魔バスター★スター・バタフライ（妖精の店員 (Pixie clerk)）

### 劇場アニメ
2002年
- ワイルド・ソーンベリーズ・ムービー（女子生徒）

2006年
- Stanley's Dinosaur Round-Up（エリス）

2010年
- 塔の上のラプンツェル

2014年
- かぐや姫の物語（女童）

2015年
- UFO学園の秘密 The Laws of The Universe Part0（ハル、森下春花）

### OVA
1998年
- 子ねずみティミーのアドベンチャー（ジェニー）

2000年
- トム・ソーヤー（ベッキー・サッチャー）

2005年
- Disney Princess Sing Along Songs: Enchanted Tea Party（アリス）

2006年
- 鴉 -KARAS-（少女）

2007年
- ティーン・タイタンズ 東京で大ピンチ!（スターファイヤー）

2008年
- バットマン ゴッサムナイト（子供の頃のブルース・ウェイン、若い頃のカサンドラ、女）

2014年
- バットマン:アサルト・オン・アーカム（ハーレイ・クイン）

2016年
- LEGO スーパー・ヒーローズ:ジャスティス・リーグ〈ゴッサム大脱出〉（スターファイヤー）
- DC Super Hero Girls: Hero of the Year（スターファイヤー）

2017年
- DC Super Hero Girls: Intergalactic Games（スターファイヤー、ブラックファイヤー）

### Webアニメ
- ティーン・タイタンズ ザ・ロストエピソード（スターファイヤー）
- DCスーパーヒーロー・ガールズ（スターファイヤー、ブラックファイヤー）

### ゲーム
1999年
- クラッシュ・バンディクー レーシング（ココ・バンディクー）

2000年
- デッドオアアライブ2（ヒトミ）

2004年
- エバークエスト2

2005年
- ソウルキャリバーIII（タリム）
- ティーン・タイタンズ（スターファイヤー）

2006年
- Downhill Jam（ジンクス）

2007年
- スパイダーマン3

2008年
- ソウルキャリバーIV（タリム）
- テイルズ オブ ヴェスペリア（エステリーゼ・シデス・ヒュラッセイン）

2010年
- NINETY-NINE NIGHTS II（リン）
- Kinect: ディズニーランド・アドベンチャーズ（アリス）
- The Lord of the Rings: Aragorn's Quest
- デッド オア アライブ パラダイス（ヒトミ）

2012年
- 新・光神話 パルテナの鏡（自然王ナチュレ/Viridi）
- ファイナルファンタジーXIII-2

2014年
- LEGO ムービー ザ・ゲーム
- 大乱闘スマッシュブラザーズ for Nintendo 3DS / Wii U（自然王ナチュレ/Viridi）
- キングダム ハーツ HD 2.5 リミックス（アリス）

### テレビドラマ
1993年
- 新・アンタッチャブル（メイ・カポネ）

1994年
- ロー&オーダー（エンジェル・モンロー）

1997年
- ザ・プラクティス ボストン弁護士ファイル（サラ・フィッシャー）
- ドリュー・ケリー DE ショー!（エイミー）

2000年
- NYPDブルー（ルーシー）
- チャームド〜魔女3姉妹〜（マーシー・ステッドウェル）

### 映画
1993年
- 恋はデジャ・ブ（デビー）

1995年
- アンジェラ（ダーリン）

1996年
- ザ・エージェント（女）
- Sudden Manhattan（ジョージー）

2002年
- King Rikki（ワーカー）

2008年
- Mr.ボディガード/学園生活は命がけ!（エミットの母親）

### テレビ映画
1992年
- エンジェルストリート（ブロンド）

1996年
- Jake's Women（ウェイトレス）